# Отцеда

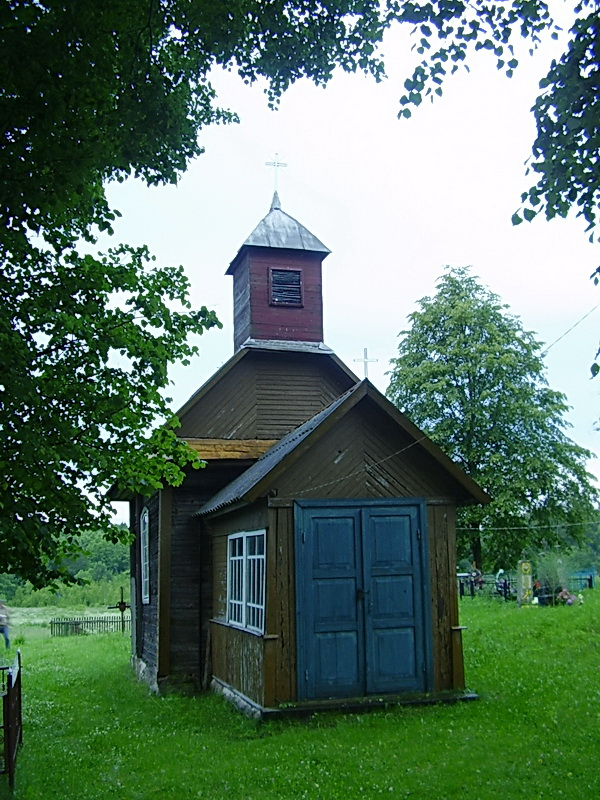
Часовня св. Роха

Отцеда (бел. Атцэда) — деревня в Столбцовском районе Минской области Беларуси, в составе Заямновского сельсовета. До 2009 года входила в Слободской сельсовет. Население 92 человека (2009).

## География
Отцеда находится в 9 км к северо-востоку от Столбцов. Через деревню проходит ж/д магистраль Минск — Брест, в деревне имеется одноимённая платформа. Севернее Отцеды находится автомобильная развязка, где от автомагистрали М1 ответвляется её дублёр Р2. Местность принадлежит бассейну Немана, в Отцеде начинается небольшая речка Ольховка, впадающая в Неман в черте Столбцов.

## Достопримечательности
- Деревянная католическая часовня св. Роха. Построена в 1932 году, отреставрирована в 1990-е годы[1]